# Железная дорога Салоники — Битола
Железнодорожная линия из Салоников в Битолу — железнодорожная магистраль длиною в 219 километров, соединяющая портовый город Салоники в Греции с городом Битола в Республике Македонии: маршрут проходит через Верию, Эдессу, Аминдеон и Флорину. Линия была открыта в 1894 году, когда данная территория входила в состав Османской империи. Участок между междгосударственной границей и Битолой больше не используется, и — с 2013 года — пассажирские перевозки ограничены секцией между Салониками и Флориной. Восточный участок линии, Плати — Салоники, является важной частью транспортной системы, связывающей Афины с Северной Грецией.

## История
Идея «трансмакедонской» железной дороги существовала с 50-х годов XIX века. Первый же «Меморандум о строительстве линии Салоники-Монастир» (сегодня — Битола) был подписан в январе 1859 года. Однако прошли десятилетия прежде чем, в октябре 1890 года, правительство Османской империи дала немецкому Дойче Банку «уступку» — разрешило построить железную дорогу как ветку Восточной железной дороги. Кроме того, предполагалась и возможность довести линию до албанского морского порта.
Проект дороги, создававшийся группой под руководством барона Мориса де Гирша, был завершён к маю 1891 года, после чего началось строительство. Железная дорога была построена к июню 1894 года. Хотя в то время практика обязательной трудовые работы все еще использовалась в регионе, в сельских районах Македонии, где рабочая сила была очень дешёвой, инженеры «были с энтузиазмом встречены» местным населением, получившим возможность работать на стройке.

## Маршрут
Восточной конечной станцией железной дороги Салоники—Битола является Новый железнодорожный вокзал в Салониках. Отделяясь от железнодорожной магистрали Афины—Салоники в городе Плати, линия Салоники—Битола проходит вдоль реки Алиакмон (через Александрию), а затем проходит через Верию, Наусу и Скидру, после чего — поднимается к Эдессе. Дальнейший маршрут проходим вдоль северного берега озера Вегоритида и доходит до Аминдеона.
В Аминдеон от железной дороги Салоники—Битола ответвляется линия Козани-Аминдеон, которая доходит до города Козани, проходя по пути через Птолемаис, и является важной транспортной артерией для обслуживания местной электростанции, принадлежащей Государственной энергетической корпорации Греции.
Главная линия железной дороги Салоники—Битола продолжается в направлении города Флорина. В районе деревни Kato Kleines линия пересекает международную границу, после чего — через 219 км — достигает города Битола, находящегося уже в Республике Македонии. Этот короткий международный участок в настоящее время не используется, а весь трафик между странами маршрутизируется через Eidomeni и Gevgelija.
К основным железнодорожным станциям на линии Салоники-Битола относятся: собственно Новый железнодорожный вокзал в Салониках, железнодорожный станция Плати, Верое, Эдесса, Флорина и конечная станция Битола.
Железная дорога Салоники-Битола используется двумя двух пассажирских поездов: междугородных экспресс- и регулярных рейсов Афины-Салоники (а также — Салоники — Каламбака) и местных рейсов Салоники-Флорина (и Салоники-Лариса). Последний поезд идёт полтора часа до Эдессы и два с половиной часа до Флорины. По мнению железнодорожной компании, во время поездки «пассажиры могут наслаждаться красивыми и неповторимыми пейзажами данного района» — в частности, водопадами Эдессы.